# Agda Persdotter
Agda Persdotter, även känd som "Agda i porten", med okända födelse- och dödsår, var Erik XIV:s frilla 1558–1561 och möjligen 1563–1565.

## Biografi
Agda Persdotters födelseår är okänt. Hon har uppgivits vara dotter till rådmannen Peder Klemetsson i S:t Nicolai port i Stockholm, en uppgift som dock hittills har varit omöjlig att verifiera. Fadern ska dock ha varit rådman och välbärgad handelsman i Stockholm, med ursprung i Finland. Agda kallades "Caritas" (Latin: tillgivenhet, kärlek) för sin skönhets skull.

### Frilla
Agda Persdotter var Eriks första frilla. Det är okänt när de inledde sin förbindelse, men den påbörjades troligen i Stockholm. Hon bekräftas som kronprins Eriks frilla efter dennes flytt till Kalmar 1558, där hon fick sitt eget rum i hans residens kallat "Agdas kammare". Rummet låg intill Eriks mottagningsrum. Att relationen påbörjades redan i Stockholm illustreras av det faktum att parets dotter Virginia föddes 1 januari 1559, sju månader efter att Agda anlänt till Kalmar i maj 1558. Erik ska inte ha haft någon annan frilla under denna tid.
Agda Persdotter hade åtminstone två döttrar med Erik XIV, Virginia och Constantia:
- Virginia Eriksdotter (1559–1633), gift med landshövdingen Håkan Knutsson (Hand).
- Constantia Eriksdotter (1560–1649), gift med häradshövdingen Henrik Frankelin (död 1610), känd för sina långa resor i östra Europa.

Erik uppställde själv ett horoskop över både Virginia och Constantia. En tredje utomäktenskaplig dotter till Erik XIV, Lucretia (född 1564), har förmodats vara dotter till Agda men det finns inga belägg för detta. Lucretia uppges i en källa ha varit gift med en Daniel Zelow.
Hösten 1560 planerade Erik en resa till England för att fria till drottning Elisabet, och därmed förväntades han göra sig av med sin frilla, så som var sed då en prins ingick äktenskap. Han förde med sig Agda till Stockholm, där hon 13 juni födde parets andra dotter Constantia. Den 25 augusti 1560 förlänades Agda godset Eknaholms gård, vilket betraktas som hennes pension. I september blev dock Erik kung och hans resa till England fick inställas. Det är okänt om Agda blev kvar som Eriks frilla under denna tid, men det anses troligt. I september 1561 planerade Erik att återuppta resan till England. Resan fick inställas igen, men Agda upphörde ändå att vara Eriks frilla.

### Senare liv
Den 24 september 1561 överlät Erik vårdnaden om sina döttrar med Agda till sin syster Cecilia. Han gav också Cecilia tillstånd att använda våld och alla medel hon ansåg nödvändiga för att överta barnen från Agda. Agda Persdotter gifte sig i september 1561 med Eriks kammarherre, adelsmannen Joakim Eriksson Fleming (1534–1563), bror till Finlands hövitsman Clas Eriksson Fleming. Äktenskapet hade arrangerats innan Eriks resa till England, med tanken att den var nödvändig om Erik ingick äktenskap, men blev av trots att resan ställdes in. Vid bröllopet mottog hon förutom den tidigare bestämda Eknaholm i Småland också flera skattefria egendomar i Södermanland. Med Fleming fick Agda dottern Anna (född 1562).
År 1563 blev hon änka, och det är möjligt att hon då blev frilla åt Erik på nytt. År 1565 ersattes i varje fall alla Eriks favoriter med Karin Månsdotter. Agda Persdotters vidare liv är okänt, men det finns uppgifter om att hon ska ha gift sig med Christoffer Olofsson Stråle av Sjöared, kunglig befallningsman och kommendant på Stegeholms slott och Söderköpings slott. Hennes dödsår är okänt.